# Listă de conducători de stat din 990
986 - 987 - 988 - 989 - 990 - 991 - 992 - 993 - 994
Aceasta este o listă a conducătorilor de stat din anul 990:

## Europa
- Amalfi: Manso I (duce, 966-1004; ulterior, principe de Salerno, 981-983)
- Anglia: Ethelred (rege din dinastia Saxonă, 978-1013, 1014-1016)
- Anjou: Foulques al III-lea cel Negru (conte, 987-cca. 1040)
- Aquitania: Guillaume al IV-lea cel Lăudăros (duce, 963-990) și Guillaume al V-lea cel Mare (duce, 990-1030)
- Armenia, statul Ani: Sămbat al II-lea Tiezerakagh (rege din dinastia Bagratizilor, 977-989/990) și Gaghik I (rege din dinastia Bagratizilor, 989/990-1020)
- Armenia, statul Kars: Abbas (rege din dinastia Bagratizilor, 984-1029)
- Armenia, statul Lori: Gurghen I (rege din dinastia Bagratizilor, 972/980-989/991) și David I Anhoghin (rege din dinastia Bagratizilor, 989/991-1048/1049)
- Armenia, statul Siunik: Sămbat al II-lea (rege din dinastia Bagratizilor, 963/970-cca. 998)
- Armenia, statul Vaspurakan: Gurghen-Hacik (rege din dinastia Ardzruni, 983-1003)
- Austria: Leopold (Liutpold) I (margraf din dinastia Babenberg, 976-994)
- Bavaria: Henric al II-lea cel Pașnic (duce din dinastia Saxonă-Liudolfingii, 955-976, 985-995)
- Benevento: Pandulf al II-lea (principe, 981-1014; ulterior, co-principe de Capua, 1009-1014) și Landulf al V-lea (co-principe, 987-1014; ulterior, principe, 1014-1033)
- Bizanț: Vasile al II-lea Bulgaroctonul (împărat din dinastia Macedoneană, 976-1025)
- Brandenburg: Lothar von Waldeck (margraf, 985-1003)
- Bretagne: Conan I cel Rău (duce, 987-992)
- Bulgaria apuseană: Roman (țar, 977-997)
- Burgundia: Henric I cel Mare sau cel Venerabil (duce din linia Robertină a dinastiei Capețienilor, 965-1002)
- Capua: Landenulf al II-lea (principe, 982-993)
- Castilia: Garcia Fernandez (conte, 970-995)
- Cehia: Boleslav al II-lea cel Pios (cneaz din dinastia Premysl, 967 sau 972-999)
- Champagne: Eudes I de Chartres (conte din casa de Vermandois, 983-996)
- Cordoba: Abu'l-Ualid Hișam al II-lea al-Muayyad ibn al-Hakam (calif din dinastia Omeiazilor, 976-1009, 1010-1013)
- Croația: Ștefan Drzislav (rege din dinastia Trpimirovic, cca. 969-997)
- Danemarca: Svend I Tveskaeg (rege, cca. 986-1014; ulterior, rege al Angliei, 1013-1014)
- Flandra: Balduin al IV-lea (conte din dinastia lui Balduin, 988-1035)
- Franța: Hugo Capet (rege din dinastia Capețiană, 987-996)
- Gaeta: Ioan al III-lea (co-duce, 979-984; apoi, duce, 984-1008 sau 1009)
- Germania: Otto al III-lea (rege din dinastia de Saxonia-Liudolfingii, 983-1002; ulterior, împărat occidental, 996-1002)
- Gruzia, statul Abhazia: Bagrat al II-lea (978/979-1014; ulterior, rege în Khartlia, 1001-1014; ulterior, rege al Gruziei, 1008-1014)
- Gruzia, statul Tao-Klardjet: Bagrat al II-lea cel Simplu (rege din dinastia Bagratizilor, 958-994) și David al II-lea cel Mare (curopalat din dinastia Bagratizilor, 990-1001)
- Hainaut: Regnier al IV-lea (conte, 973-1013)
- Italia: Ioan Ammiropoulos (catepan bizantin, 988-998)
- Ivrea: Conrad (margraf din familia Anscarizilor, 970-cca. 990; anterior, conte de Ventimiglia și de Milano) și Arduin (margraf din familia Anscarizilor, cca. 990-1015; ulterior, rege al Italiei, 1002-1014)
- Kiev: Vladimir I Sveatoslavici (mare cneaz de Kiev, 980-1015)
- Leon: Bermudo al II-lea cel Gutos (rege, 981-999)
- Lorena Inferioară: Carol I (duce din dinastia Carolingiană, 976-991)
- Lorena Superioară: Thierry (Dietrich) I (duce din casa de Bar, 978-1026/1027)
- Luxemburg: Frederic (conte, 987-1019)
- Montferrat: Guglielmo I (margraf din casa lui Aleramo, 990-cca. 1020)
- Muntenegru, statul Zeta: Petru (Petrislav) (principe, după 976-înainte de 998)
- Navarra: Sancho al II-lea Garces Abarca (rege din dinastia Jimenez, 970-994)
- Neapole: Sergius al III-lea (sau al IV-lea) (duce, 977-999)
- Normandia: Richard I (duce, 942-996)
- Norvegia: Haakon Sigurdsson (jarl, cca. 970-cca. 995)
- Olanda: Arnulf (conte, ?-993 sau 995) (?)
- Polonia: Mieszko I (cneaz din dinastia Piasti, cca. 960-992)
- Salerno: Ioan al II-lea (principe, 983-994)
- Saxonia: Bernhard I (duce din dinastia Billungilor, 973-1011)
- Scoția: Kenneth al II-lea (rege, 971-995)
- Serbia: Ljutomir (jupan din dinastia lui Tihomilj, înainte de 971-1018; mare jupan, din 998)
- Sicilia: Abd-Allah al-Kalbi (emir din dinastia Kalbizilor, 985-990) și Yusuf al-Kalbi (emir din dinastia Kalbizilor, 990-998)
- Spoleto: Ugo cel Mare (duce din familia Bosonizilor, 989-996; totodată, margraf de Toscana, 961-1001)
- Statul papal: Ioan al XV-lea (papă, 985-996)
- Suedia: Erik Victoriosul (rege, cca. 945-cca. 994)
- Torino: Manfred I (margraf din familia Arduinicilor, 977-1000)
- Toscana: Ugo cel Mare (margraf din familia Bosonizilor, 961-1001; ulterior, duce de Spoleto, 989-996)
- Toulouse: Guillaume al III-lea Taillefer (conte, 950-1037)
- Ungaria: Geza (conducător din dinastia Arpadiană, 970-997)
- Veneția: Tribuno Memmo (doge, 979-991)
- Verona: Henric al II-lea cel Certăreț (margraf din dinastia Ottoniană, 955-975, 989-995; totodată, duce de Bavaria, 955-976, 985-995; ulterior, duce de Carintia, 989-995)

## Africa
- Fatimizii: al-Aziz bi-llah (Nizar Abu Mansur ibn al-Muizz) (calif din dinastia Fatimizilor, 975-996)
- Kanem-Bornu: Adyoma (cca. 961-cca. 1019)
- Zirizii: Abu'l-Fath al-Mansur ibn Buluggin (emir din dinastia Zirizilor, 984-996)

## Asia

### Orientul Apropiat
- Bizanț: Vasile al II-lea Bulgaroctonul (împărat din dinastia Macedoneană, 976-1025)
- Buizii din Fars și Khuzistan: Abu Ali Șaraf ad-Daula (guvernator din dinastia Buizilor, 989-990) și Samsam ad-Daula Abu Kalidjar al-Marzuban ibn Adud al-Daula (emir din dinastia Buizilor, 990-998; anterior, emir în Kerman, 982/983-998; ulterior, emir în Irak, 983-987)
- Buizii din Kerman: Samsam ad-Daula Abu Kalidjar al-Marzuban (emir din dinastia Buizilor, 983-998; totodată, emir în Irak, 983-987; ulterior, emir în Fars și Khuzistan, 990-998)
- Buizii din Hamadan și Isfahan: Fahr ad-Daula Abu'l-Hassan Ali ibn Rukn ad-Daula (emir din dinastia Buizilor, 983-997; anterior, emir în Ray, 976-997)
- Buizii din Irak: Baha ad-Daula Abu Nasr Firuz (emir din dinastia Buizilor, 989-1012/1013; ulterior, emir în Fars și Khuzistan, 998-1012/1013)
- Buizii din Ray: Fahr ad-Daula Abu'l-Hassan Ali (emir din dinastia Buizilor, 976-997; ulterior, emir în Hamadan și Isfahan, 983-997)
- Califatul abbasid: Abu'l-Fadl Abd al-Karim ibn al-Muttaki (calif din dinastia Abbasizilor, 974-991)
- Fatimizii: al-Aziz bi-llah (Nizar Abu Mansur ibn al-Muizz) (calif din dinastia Fatimizilor, 975-996)
- Ghaznavizii: Nasr ad-Daula Abu Mansur Sebuktegin (emir din dinastia Ghaznavizilor, 977/978-997)
- Samanizii: al-Amir ar-Rida Nuh al II-lea ibn Mansur (emir din dinastia Samanizilor, 976-997)

### Orientul Îndepărtat
- Birmania, statul Arakan: Yehpyu (rege, 964-994)
- Birmania, statul Mon: Anuyama (rege, 982-994)
- Cambodgea, Imperiul Kambujadesa (Angkor): Jayavarman al V-lea (Paramaviraloka) (împărat, 968-1001)
- China: Taizong (împărat din dinastia Song de nord, 976-997)
- China, Imperiul Qidan Liao: Shengzong (împărat, 982-1031)
- Coreea, statul Koryo: Songjong (Wang Ch'i) (rege din dinastia Wang, 982-997)
- Ghaznavizii: Nasr ad-Daula Abu Mansur Sebuktegin (emir din dinastia Ghaznavizilor, 977/978-997)
- India, statul Chalukya apuseană: Tallapa (Talla) al II-lea (rege, 973-997)
- India, statul Chalukya răsăriteană: Jata Choda-Bhima (rege, 973-999)
- India, statul Chola: Rajaraja I cel Mare (rege, 985-1014 sau 1016)
- India, statul Gurjara Pratihara: Vijayapala (rege, cca. 960-?) și Rajyapala (rege, ?-1019) (?)
- Japonia: Ichijo (împărat, 986-1011)
- Kashmir: Didda (regentă din dinastia Parvagupta, 981-1004)
- Nepal: Gunakamadeva al II-lea (rege din dinastia Thakuri, cca. 946-997)
- Sri Lanka: Mahinda al V-lea (sau Mahendra) (rege din dinastia Silakala, 979-1015/1027)
- Vietnam, statul Dai Co Viet: Le Hoan (Le Dai-hang Hoang-de) (rege din dinastia Le timpurie, 981-1005)

## America
- Toltecii: Nauhyotzin I (conducător, 983-997)